# Жак Казот
Жак Казот (на английски: Jacques Cazotte) е френски колониален администратор, философ, преводач, поет и писател на произведения в жанра лирика, научна фантастика, драма и публицистика.

## Биография и творчество
Жак Казот е роден на 17 октомври 1719 г. в Дижон, Франция. Учи в йезуитския колеж в родния си град. След това се премества в Париж и започва да пише. През 1741 и 1742 г. публикува първите си произведения – фантастичната ориенталска приказка „Котешката лапа“ и хумористичния разказ „Хиляда и една глупост“. След това работи за френската военноморска администрация, която през 1747 г. го прехвърля на държавен пост в Мартиника като корабен контрольор на Наветрените острови (част от Малките Антили), където просперира. В Мартиника, наред със служебните си задължения, прави преводи на арабски приказки и продължава да пише.
През 1757 г. се завръща в Дижон, напуска службата през 1760 г. и се оттегля в Пиери, малък град в района на Шампан, разположен близо до Еперне, като писател на свободна практика. На 9 юли 1761 г. с жени за Елизабет Роян, с която имат двама сина и дъщеря. Към края на живота си е назначен за кмет на Пиери.
Успехът му идва с публикуването на „Оливър“ през 1762 г., поема в дванадесет поеми и проза, смесена със стихове. През 1763 г. публикува „Двойник на приключението“, кратък апологет, изобличаващ лицемерието на двора. През 1772 г. е издаден романът му „Влюбеният дявол“, считан за негов шедьовър и за един от пионерите на френската фантастична литература. Той е ревностен католик и роялист. Във „Волтериада“ от 1783 г. критикува философията на Просвещението. Около 1775 г. приема веруюто на илюминатите, а по-късно се насочва към окултния орден на мартинистите като прави собствени предсказания. Според легендата, година преди избухването на Френската революция, по време на вечеря на знатни благородници, предсказва тяхната трагична гибел.
На 10 август 1792 г. е арестуван като привърженик на монархически ориентираните мартинисти и заради разкриването на някои негови контрареволюционни писма. Успява да избяга, но месец по-късно е заловен и в много кратък процес Жак Казот е осъден на смърт и гилотиниран на 25 септември 1792 г. в Париж.

## Произведения

### Самостоятелни романи
- La Patte du Chat (1741)[2][4]
- Les Mille et une Fadaises (1742)
- La Guerre de l’Opéra (1753)
- Observations sur la lettre de Jean-Jacques Rousseau (1753)
- Memoire sur les demandes formées contre le général et la Societé des Jesuites, au sujet des engagemens qu’elle a contractés (1761)
- Ollivie (1762)[1]
- L'Aventure dupilgrim (1963)
- Le Bijou trop peu payé et La brunette anglaise (1764)
- Lord impromptu (1767)
- Le Diable amoureux (1772)
Влюбеният дявол в сборника „Готически романи“, изд.: „Народна култура“, София (1986), изд. „ГАЛ-ИКО“ (1992), прев. Георги Цанков
- Voltairiade (1783)
- Prophetie de Cazotte (1788)[3]
- Œuvres badines et morales, historiques et philosophiques de Cazotte (1789 – 1780)

### Екранизации
| Година | Заглавие             | Описание |
| ------ | -------------------- | -------- |
| 1924   | Der Klabautermann    | филм     |
| 1971   | Der verliebte Teufel | тв филм  |
| 1990   | König Phantasios     | тв филм  |
| 1991   | Le diable amoureux   | тв филм  |